# MSI Wind
MSI Wind är en netbook-dator tillverkad av Micro-Star International. Namnet "Wind" kommer från "Wi-fi Network Device". Licenstillverkade versioner av Wind finns under många olika namn.